# Chapelon

Chapelon este o comună în departamentul Loiret din centrul Franței. În 1 ianuarie 2022 avea o populație de 250 de locuitori.